# Яворівський район (1940—2020)
Я́ворівський райо́н — район України на заході Львівської області. На сході району примикає до міста Львова. Районний та адміністративний центр — місто районного значення Яворів.
Утворено 17 січня 1940 року. Історичні назви — Яворівщина, Яворівське староство, Яворівський повіт.

## Географія

### Розташування
Через район проходить автотраса європейського значення E40 Яворів-Львів (автошлях М10 Львів—Івано-Франкове—Краковець — на Краків) та будується частина автостради Київ-Лісабон, що входить в А4 (третій критський коридор).
Сучасні межі району визначено з 2020 року між містом Львовом і кордоном з Республікою Польща. Він межує з Львівським та Самбірським,районами Львівської області, з Ярославським і Любачівським повітами Підкарпатського воєводства РП.

### Рельєф
Середня висота розташування населених пунктів, які розміщені у лісостеповій зоні, становить приблизно 280 метрів над рівнем моря.
Західна частина району — рівнинна, а східна належить до Розтоцького географічного регіону Розтоцько-Опільської лісостепової фізико-географічної області. Середня висота розташування населених пунктів, які розміщені у лісостеповій зоні становить близько 280 метрів над рівнем моря.

### Природно-ресурсний потенціал
Природно-ресурсний потенціал — це сумарна продуктивність усіх компонентів природного середовища території, яка виражається у їх суспільній споживчій вартості.
Основу природно-ресурсного потенціалу Яворівщини складають:
- Земельні ресурси. Сільськогосподарські угіддя займають 66,3 тис. га (42,8 % від всієї території), із них рілля — 42,1 тис.га наступних типів ґрунтів: дерново-підзолисті, підзолисто-тернові, піщані, супіщані, глеюваті та опідзолені чорноземи.
- Природно-рекреаційні. Багатство мінеральних вод з лікувальними властивостями типу «Нафтуся», Миргородська (Анна), які зосереджені в районі селищ Шкло і Немирів та природних лікувальних речовин (пелоїдів) сприяли створенню в цих місцях санаторіїв «Немирів» і «Шкло».
- Корисні копалини. Власні корисні копалини: сірка природна (безпосередньо під розробкою сірчаного родовища знаходиться 23 км² земель), нафта (родовище Коханівської нафти, запаси якої при наявній технології видобутку складають до 1 млн тонн, геологічні запаси — до 10 млн тонн. Коханівська нафта є типово важкою, термолабільною і при температурі вище 2500С розкладається з виділенням сірководню), газ (поклади Віжомлянського та Свидницького родовищ, на яких проводиться робота з оцінки та можливості освоєння цих родовищ. Геологічні запаси газу — 1.5 млрд м³), будівельні вапняки, пісок, керамзитові глини і гіпс.
- Водні. На водоймища припадає 4,7 тис.га. (3 % всієї території району).
- Лісові. Територія лісів — 52 тис.га., що становить 33,6 % до загальної площі.
- Заповідні зони. Наявні матеріально-технічні ресурси заповідника «Розточчя» і Яворівського національного природного парку дають можливість використовувати фітотерапевтичні форми оздоровлення і лікування людей.

Ще до початку XIX от. у верхньонеогенових відкладах західного схилу на джерелах річок Шкло та Верещиця були споруджені перші львівські водозабори. В результаті фільтрування джерельної води через верхні шари літотамнієвого вапняку кристалами гіпсу та збагачення її сірчаними сполуками, утворилися мінеральні джерела (Шкло, Немирів). Немирівські грязі — найкращі на Західній Україні. Лікувальними є і немирівські піски.

## Історія
На Яворівщині виявлено близько 70 пам'яток археології. Сліди найдавнішого перебування первісних людей належать до середньої кам'яної доби, мезоліту — ІХ-VI ст. до Р.X. Їхні стоянки виявлені в селах Вільшаниця, Терновиця, Вороців. В ІІІ-V ст. в межах території району проживали східнослов'янські племена, а в басейні річок Шкло і Верещиця — одне з найбільших племен — анти.
Перед завоюванням галицьких земель Польщею від 1376 р. маємо першу писемну згадку про Яворів. Назва краю, пішла за однією версією від яворових лісів, за іншою — від княжича Явора, про якого згадується в давньоруських хроніках ХІІІ-XIV ст.
Згодом на території краю виникають містечка Краківець, Немирів, Янів (тепер Івано-Франкове). Місцеве населення неодноразово зазнавало нищівних наїздів татарських і турецьких поневолювачів у 1450, 1488, 1512, 1620 р.р.
1563 — було утворене Яворівське староство, а 1569 центральне місто Яворів отримало магдебурзьке право.
З другої половини XVII ст. Яворівщина стає важливим центром політичного життя. Свою королівську резиденцію у 1647—1684 рр. тут мав король Польщі Ян III Собеський, у замку деякий час містився королівський монетний двір. Сюди для переговорів прибували посли різних країн. В Яворівському замку в 1711 році побував Петро І, де протягом двох тижнів вів переговори з князем Брауншвейна, Вольфенбойтелем, про шлюб княжни Водьфенбойтель із царевичем Олексієм.
За часів Австрійської імперії на Яворівщині діяли «Народна гвардія» у 1848 р., товариства «Просвіта», «Сільський господар», «Союз українок», «Січ», «Сокіл», «Луг», «Пласт» та інші.
Далеко за межами краю були відомі яворівська вишивка, різьба, писанка, іграшка, плетіння. Славетним осередком національної освіти була у 1908—1939 р.р. Українська приватна гімназія «Рідна школа» ім. О. Маковея.
Після героїчних і трагічних подій становлення Західноукраїнської Народної Республіки, в яких мешканці краю взяли активну участь, з 1919 до 1939 р. краєм володіла Польща.
26 вересня 1939 р. на Яворівщину вступили війська Червоної армії та встановлено радянську окупацію. З 24 червня 1941 р. до 24 липня 1944 р. територія району окуповано німецько-нацистськими військами.
Загалом найтривалішими поневолення були з боку:
- Польщі та Угорщини (XIV—XVI століття),
- Великого Польсько-Литовського князівства (XVI століття),
- знову Польщі (XVI—XVIII століття),
- Австрії і Австро-Угорщини (XVIII — початок XX століття),
- Російської імперії (1914—1915 роки),
- Польщі (1919—1939 роки),
- СРСР (1939—1941 роки),
- нацистської Німеччини (1941—1944 роки),
- і знову СРСР (1944—1991 роки).

Район, як  адміністративно-територіальна одиниця створений 17 січня 1940 року. Під час розширення колишнього військового полігону  звідси були примусово депортовані мешканці багатьох  сіл, які знаходились на цій території, зникло з лиця землі більш ніж 170 сіл та хуторів.
05.02.1965 Указом Президії Верховної Ради Української РСР передано Середкевичівську сільраду Нестеровського району до складу Яворівського району.
На початку 60-х років на Яворівщині знайшли величезні поклади самородної сірки, що дало надію на краще життя яворівчанам. Почалось будівництво сірчаного кар'єру, збагачувальної фабрики, а головне — міста Новояворівська, з усіма сучасними вигодами міського життя, що в сумі спричинило міграцію до району багатьох спеціалістів із різних кутків як України так і колишнього СРСР. Відтак основні фінансові фонди регіону були зосереджені на будівництві міста Новояворівська, розвитку його інфраструктури, що в свою чергу призвело до занепаду статусу міста Яворова як центру Яворівщини.
Із здобуттям Україною незалежності в 1991 році головні підприємства району (в тому числі Яворівське державне гірничо-хімічне підприємство «Сірка») зупинили свою господарську діяльність, що призвело до різкого зубожіння населення та перетворило Яворівщину на економічно-депресивну територію.
Економічне перетворення району відбулось з 1996 року із відкриттям пункту пропуску через державний кордон «Краковець» та створенням Спеціальної економічної зони «Яворів», що є особистою заслугою державного діяча Лукашика Степана Івановича.
Відтак сумлінна та віддана праця наприкінці ХХ — початку XXI ст.ст. в Яворівському районі державного діяча Лукашика Степана Івановича створила сучасний вигляд Яворівщини в архітектурному, промислово-економічному, політичному, міжнародному та культурному розуміннях.
25 травня 2014 року відбулися Президентські вибори України. У межах Яворівського району було створено 116 виборчих дільниць. Явка на виборах складала — 78,85 % (проголосували 74 350 із 94 289 виборців). Найбільшу кількість голосів отримав Петро Порошенко — 73,96 % (54 992 виборців); Юлія Тимошенко — 10,28 % (7 640 виборців), Олег Ляшко — 6,90 % (5 133 виборців), Анатолій Гриценко — 4,99 % (3 708 виборців). Решта кандидатів набрали меншу кількість голосів. Кількість недійсних або зіпсованих бюлетенів — 0,50 %.

## Адміністративний устрій

Яворівська райдержадміністрація. 2008 рік.

Адміністративно-територіально район поділяється на  ОТГ  , які об'єднують 138 населених пунктів і підпорядковані Яворівській районній раді. Адміністративний центр — місто Яворів.

## Економіка
Економіко-географічне положення характеризується як прикордонна територія. Безпосереднє сусідство з областю та з повітами Польщі підвищує його економічний потенціал, що значною мірою компенсує сучасну «периферійність» місцерозташування. До того ж Яворівщина зберігає зручне транспортно-географічне розташування на перетині міжнародних шляхів «схід—захід».
Основою промислового розвитку району донедавна було сірчане виробництво. Запаси розвіданих родовищ газу становлять 1 млрд. 900 млн м³, а важкої нафти — до 10 млн тонн. Значні поклади керамзитових глин, піску, будівельних вапняків, гіпсу. Яворівщина багата на гідроресурси.
Сьогоднішня Яворівщина — економічно розвинутий регіон з харчовою, легкою, хімічною, деревообробною, видавничо-друкарською, машинобудівною галузями промисловості, в тому числі добре розвинута промисловість з виробництва будівельних матеріалів. Завдяки праці державного діяча Лукашика Стапана Івановича з 1999 року створено спеціальну економічну зону «Яворів», діяльність якої вивела район з глибокої депресії, створено нові виробничі потужності, зріс експортний потенціал району.
Основними функціональними компонентами Яворівського району є: територія, природні ресурси, населення і трудові ресурси, промисловість, сільське господарство, транспорт, система життєзабезпечення (виробнича і соціально-економічна інфраструктура).
Яворівський район один з найбільших за величиною та промисловим потенціалом регіон Львівської області. Наявність власних корисних копалин; мережа автомобільних шляхів і залізниць міжнародного значення, високий рівень урбанізації — створюють унікальні умови для розвитку промисловості і активної участі в державному та міжнародному розподілі праці, а також передумови для швидкого обороту вкладеного в економіку капіталу.

## Населення
Розподіл населення за віком та статтю (2001):
| Стать | Всього | До 15 років | 15-24  | 25-44  | 45-64  | 65-85 | Понад 85 |
| --- | ------ | ----------- | ------ | ------ | ------ | ----- | -------- |
| Чоловіки | 60 332 | 13 520      | 12 270 | 18 592 | 11 156 | 4610  | 184      |
| Жінки | 62 985 | 12 774      | 9740   | 18 041 | 12 506 | 9227  | 697      |
| \| Статево-вікова піраміда \| Статево-вікова піраміда \| Статево-вікова піраміда \| \| ----------------------- \| ----------------------- \| ----------------------- \| \| Чоловіки \| Вік \| Жінки \| \| 184 \| 85 + \| 697 \| \| 345 \| 80-84 \| 1031 \| \| 831 \| 75-79 \| 2123 \| \| 1507 \| 70-74 \| 2891 \| \| 1927 \| 65-69 \| 3182 \| \| 2347 \| 60-64 \| 3228 \| \| 2142 \| 55-59 \| 2406 \| \| 2854 \| 50-54 \| 3052 \| \| 3813 \| 45-49 \| 3820 \| \| 4933 \| 40-44 \| 5113 \| \| 4674 \| 35-39 \| 4555 \| \| 4402 \| 30-34 \| 4187 \| \| 4583 \| 25-29 \| 4186 \| \| 5235 \| 20-24 \| 4623 \| \| 7035 \| 15-20 \| 5117 \| \| 5326 \| 10-14 \| 5007 \| \| 4478 \| 5-9 \| 4276 \| \| 3716 \| 0-4 \| 3491 \| |        |             |        |        |        |       |          |
| Статево-вікова піраміда |        |             |        |        |        |       |          |
| Чоловіки | Вік    | Жінки       |        |        |        |       |          |
| 184 | 85 +   | 697         |        |        |        |       |          |
| 345 | 80-84  | 1031        |        |        |        |       |          |
| 831 | 75-79  | 2123        |        |        |        |       |          |
| 1507 | 70-74  | 2891        |        |        |        |       |          |
| 1927 | 65-69  | 3182        |        |        |        |       |          |
| 2347 | 60-64  | 3228        |        |        |        |       |          |
| 2142 | 55-59  | 2406        |        |        |        |       |          |
| 2854 | 50-54  | 3052        |        |        |        |       |          |
| 3813 | 45-49  | 3820        |        |        |        |       |          |
| 4933 | 40-44  | 5113        |        |        |        |       |          |
| 4674 | 35-39  | 4555        |        |        |        |       |          |
| 4402 | 30-34  | 4187        |        |        |        |       |          |
| 4583 | 25-29  | 4186        |        |        |        |       |          |
| 5235 | 20-24  | 4623        |        |        |        |       |          |
| 7035 | 15-20  | 5117        |        |        |        |       |          |
| 5326 | 10-14  | 5007        |        |        |        |       |          |
| 4478 | 5-9    | 4276        |        |        |        |       |          |
| 3716 | 0-4    | 3491        |        |        |        |       |          |

## Соціальна інфраструктура
У районі функціонує: загальноосвітніх закладів 76 (з них: 28 середніх, 30 основних, 17 початкових шкіл), 2 професійно-технічні навчальні заклади, 65 Народних домів, 69 бібліотек-філіалів, 19 Народних колективів, 2 школи мистецтв, 4 лікарні, 10 лікарських амбулаторій, 51 фельдшерсько-акушерський пункт.

## Громадські організації
- Яворівський осередок Національної Спілки майстрів народного мистецтва України, створений 1991 року, голова осередку — Іван Бабійчук http://www.yavorivblog.blogspot.com
- Громадська організація «Українська молодь — Христові», створена в квітні 1996 року при парафії отців Редемптористів храму святих апостолів Петра і Павла, місто Новояворівськ, голова — Цікало Богдан.
- Товариство краєзнавців Яворівщини «Гостинець», засноване в липні 2008 року,[5] голова — Наталія Косик. Мета організації — краєзнавчі дослідження, вивчення унікальних туристичних об'єктів українського Розточчя, збір фольклорної та історичної спадщини.

## Природно-заповідний фонд
- Природний заповідник «Розточчя» — природний заповідник, створений у 1984 році з метою збереження та наукового вивчення унікальних ландшафтів Українського Розточчя. Займає площу 2 084,5 га.
- Яворівський національний природний парк — парк створений з метою збереження, відтворення та раціональне використання типових і унікальних лісостепових ландшафтів та інших природних комплексів у межах Головного Європейського вододілу.

### Архітектурні пам'ятки
- Церква Воскресення 1560 р. с. Віжомля
- Церква Св. Параскеви з дзвіницею (дер.) 1676 р. с. Бунів
- Церква Св. Юрія (дер.) 1715 р. с. Вільшаниця (зараз у Новояворівську)
- Церква Собору Пресвятої Богородиці з дзвіницею (дер.) 1781 р. с. Великополе
- Преображенська церква (дер.) 1662 р. с. Вороблячин
- Церква Св. Михаїла з дзвіницею (дер.) 1715 р. с. Грушів
- Костел Пр. Трійці (мур.) к.17 ст. з дзвіницею (XIX ст) смт. Івана Франка
- Успенська церква (дер.) 1739 р. с. Лелехівка
- Церква Св. Михаїла (дер.) 1600 р. с. Мужиловичі
- Церква Св. Параскеви (дер.) 1516, 1640, 1748 рр. с. Новий Яр
- Церква Собору Пресвятої Богородиці (дер.) с. Прилбичі
- Церква Іоанна Богослова (дер.) 1718 р. з дзвіницею (1818) с. Семирівка
- Церква Св. Параскеви (дер.) 1638 р. с. Старий Яр
- Церква Св. Миколи (дер.) 1745 р. с. Цетуля
- Графський маєток с. Висіч
- Глобус України м. Яворів
- Мисливський будинок Яна Собеського м. Яворів
- Церква Покрови с. Дубровиця
- Церква Собору Пресвятої Богородиці с. Домажир

## Особистості

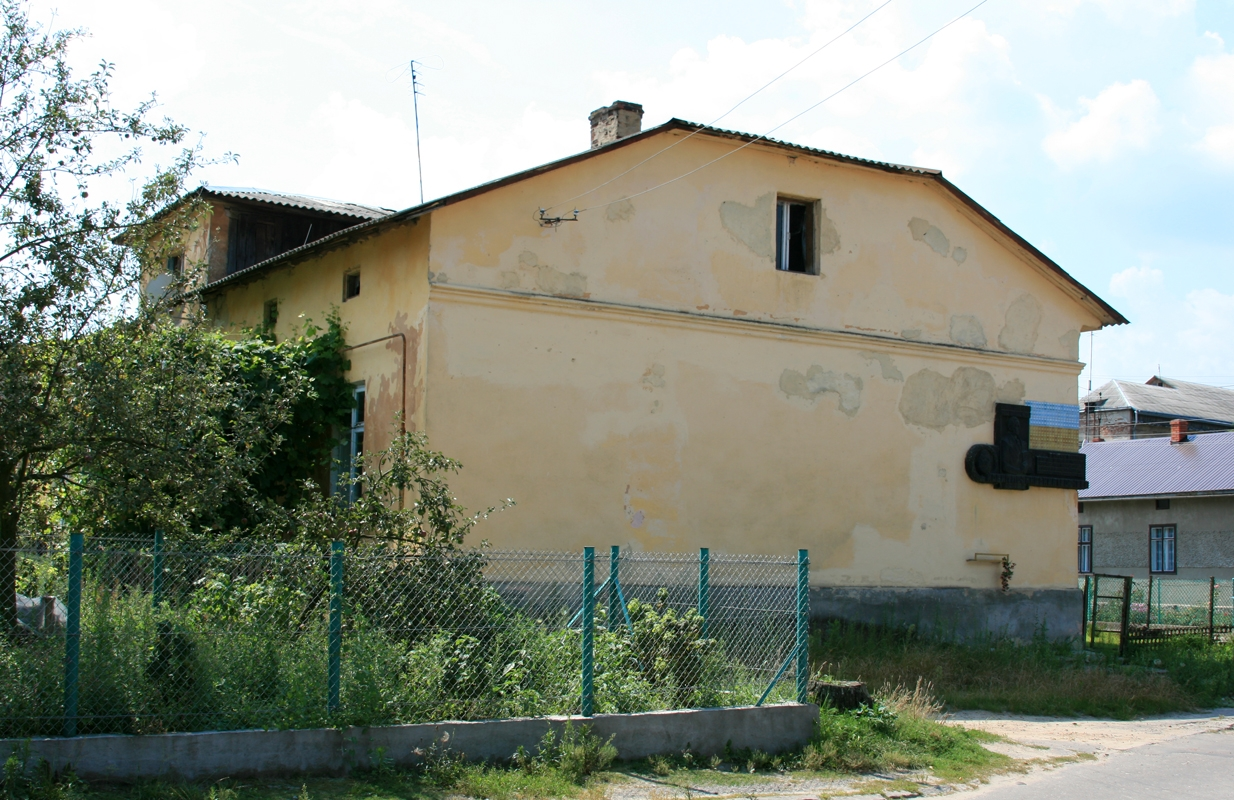
Будинок у Яворові, де жив і працював Йосип Лозинський

### Уродженці
- проповідник і релігійний діяч часів Петра I (останній місцеблюститель патріаршого престолу у 1700-21) Стефан (Яворський) (*1658 — †1722);
- польський математик Лаврентій Жмурко (*1824 — †1889)
- вчений-флорист Остап Волощак[6](*1835 — †1918);
- громадський діяч, активіст «Просвіти», фундатор Іван Загаєвич (*1861 — †1926);
- письменник о. Василь Загаєвич (*1866 — †1948);
- письменник і педагог Осип Маковей (*1867 — †1925);
- один з керівних членів ОУН Сеник Омелян (*1891 — †1941);
- просвітницький діяч, учасник загальноукраїнських національно-визвольних змагань Микола Загаєвич (*1892 — †1918);
- співробітник бойової референтури УВО Біда Роман-Осип (*1905 — †1942);
- діячка ОУН Недзвєцька Олена (*1911 — †1998);
- композитор Богдана Фільц[7] (*1932);
- радянський футболіст Кесло Богдан (*1938);
- відомий футболіст Андрій Покладок (*1971).

### Працювали
- у 80-рр. 17 століття перебував у почесному полоні Георге Дука — гетьман Правобережної України, господар Молдовського князівства;
- працював і похований етнограф, мовознавець і громадський діяч Йосиф Лозинський (*1807 — †1889);
- письменник і громадський діяч Осип Турянський (*1807 — †1889);
- письменник і вчений Петро Франко (*1890 — †1941);
- пластовий та громадський діяч Левицький Северин (*1890 — †1962)
- військовий і громадський діяч Іван Чмола (*1892— † 1939);
- історіософ і лікар Юрій Липа[8] (*1900 — †1944);
- поет і журналіст Петро Іванець[9] (*1956);
- відомий діяч яворівської культури, майстер-різьбяр Йосип Станько (*1893 — †1967);
- державний діяч Лукашик Степан Іванович (*1953 — †2011)
- письменник і журналіст Богдан Пасічник.

### Навчались
- скульптор, педагог заслужений діяч мистецтв України Севера Іван Васильович (*1891 — †1971) (різьбарській школі в Яворові (1904—1907));
- народна артистка України Оксана Білозір (*1957)

Яворів часто відвідував парох с. Млини Яворівського повіту о. Михайло Вербицький (*1815 — †1870), композитор і громадський діяч, автор музики до національного гімну «Ще не вмерла Україна».
З села Добростани Яворівського району виводить свій рід по матері професор, президент Європейської Президії Вільної Української Академії (УВАН), директор лондонської бібліотеки ім. Т.Шевченка, мовознавець, етнограф, санскритолог, перший дослідник «Велесової книги» Шаян Володимир Петрович (1908—1974).